# Brancos
Brancos (en grec antic Βράγχος), va ser fill d'un heroi de Delfos anomenat Esmicre que s'havia establert a Milet i s'havia casat en aquell país.
Abans de néixer Brancos, la seva mare va tenir una visió, on li semblava que el sol descendia cap a la seva boca, li passava pel cos i li sortia pel ventre. Els endevins ho van veure com un presagi favorable. Aquella dona portà al món un fill que s'anomenà Brancos, és a dir "bronqui", perquè va ser pels bronquis per on la seva mare va sentir el sol entrant dins seu. Un dia, el nen que era molt bell, vigilava els ramats a la muntanya i Apol·lo el va veure. El déu se'n va enamorar i el noi va construir un temple a Apol·lo Amic, i inspirat pel déu, que li concedí el do de l'endevinació, va establir un oracle a Dídima, al sud de Milet, que portava el nom de Brankídia i era atès per les Brànquides, les descendents de Brancos. Era considerat aquest oracle, fins a l'època històrica, gairebé tant important com l'oracle de Delfos. Es diu que entre els avantpassats de Brancos hi havia Maquereu, un sacerdot del temple d'Apol·lo de Delfos que matà Neoptòlem.
Es va casar amb la nimfa Argio i tingué, segons algunes tradicions, un fill anomenat Cercíon.